# Laimaphelenchus moro
Laimaphelenchus moro är en rundmaskart. Laimaphelenchus moro ingår i släktet Laimaphelenchus och familjen Aphelenchidae. Inga underarter finns listade i Catalogue of Life.